# Association Sportive des Douanes (pallacanestro)
L'Association Sportive des Douanes, comunemente nota come AS Douanes, è una squadra di pallacanestro senegalese con sede a Dakar. Parte dell'Amministrazione Doganale Nazionale del Senegal, la squadra milita nella massima divisione nazionale, la Nationale 1 Masculin (NM1), ed ha partecipato anche a varie edizioni alla Basketball Africa League (BAL).
L'AS Douanes è il club più titolato della pallacanestro senegalese, avendo conquistato 35 trofei nella sua storia. Il club ha vinto 11 campionati NM1, 9 Senegalese Basketball Cup, 13 Senegalese Mayor's Cup e 5 Saint Michel Cup.
Le partite casalinghe della squadra si disputano solitamente al Marius Ndiaye Stadium, una struttura situata a Dakar che ha una capacità di 3.000 spettatori.

## Storia
L'AS Douanes è stata fondata nel 1980 come sezione di pallacanestro dell'organizzazione doganale senegalese as the basketball section of the Senegalese customs organisation.. Nel 1998, la squadra ha conquistato il suo primo titolo nella Nationale 1 Masculin, venendo proclamato campione nazionale per la prima volta nella sua storia. Sono seguiti altri due titoli nel 2007 e nel 2008, a cui si sono aggiunti sei campionati vinti durante gli anni dieci, i primi due nel 2011 e nel 2014, e gli altri quattro, vinti consecutivamente dal 2016 al 2019.
Nell'ottobre 2019, l'AS Douanes ha vinto il nono titolo nazionale della sua storia, battendo il DUC Dakar nella finalissima per 61-54. Con questa vittoria, il club ha ottenuto la qualificazione diretta per la stagione inaugurale della Basketball Africa League (BAL), dato che era stato garantito un posto automatico ai campioni del Senegal.

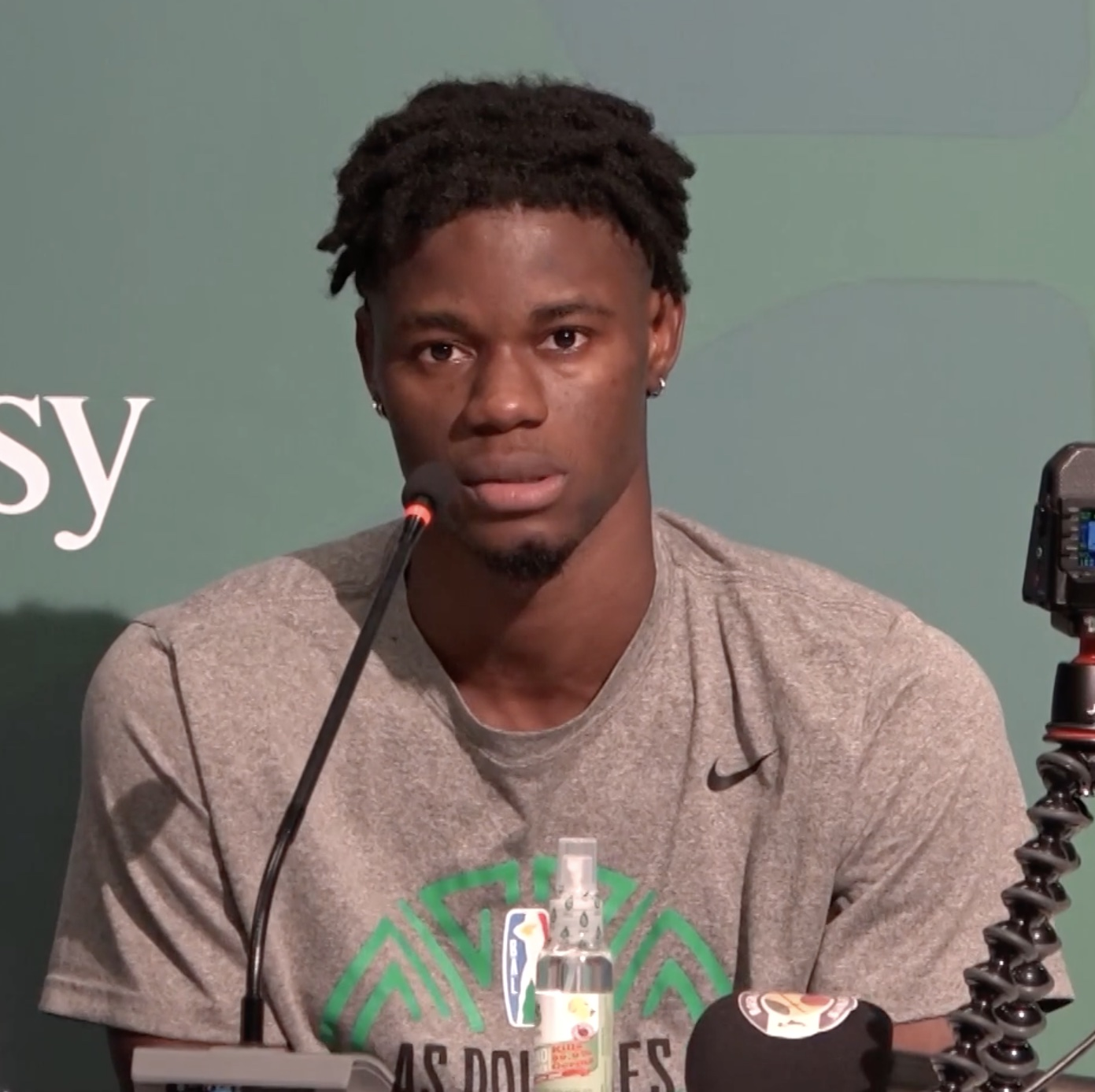
La guardia Jean Jacques Boissy trascinatore del Douanes nella BAL 2023

Nella loro stagione di debutto nella Basketball Africa League 2021, i Les Gabelous ottennero l'accesso per i playoff, come seconda migliore terza classificata, ma sono stati eliminati ai quarti di finale dalla squadra della Tunisia del U.S. Monastir per 86-62.
Dopo aver perso il titolo della Nationale 1 Masculin 2021 a favore del DUC Dakar e aver mancato la qualificazione alla BAL 2022, l'AS Douanes ha conquistato il suo decimo titolo nazionale il 16 ottobre 2022, sconfiggendo nuovamente i rivali storici del DUC Dakar con un secco 2-0 nella serie finale.
In seguito alla vittoria, il club si è qualificato nuovamente alla Basketball Africa League per l'edizione 2023, tornando a competere nel torneo dopo un anno di assenza. Per rafforzare la squadra, vennero ingaggiati gli statunitensi Chris Crawford e Terrell Stoglin. Dopo aver perso le prime due partite della stagione, il Douanes deciso però di tagliare Stoglin dal roster. Successivamente, il club ha ottenuto tre vittorie consecutive, riuscendo a qualificarsi ai playoff grazie alla vittoria contro i campioni in carica dell'U.S. Monastir nell'ultima giornata, superandoli anche nella classifica basata sui criteri di spareggio tra le cinque squadre con un record di 3–2.
Nei playoff della BAL 2023, il Douanes ha superato facilmente il Ferroviário da Beira, prima di affrontare i finalisti dell'anno precedente, il Template:Basket Petro de Luanda, in semifinale. Grazie ai 28 punti di Jean Jacques Boissy e ai 26 punti di Crawford, l'AS Douanes ha sconfitto la squadra angolana in quella che è stata considerata una delle più grandi sorprese del torneo. Il 26 maggio, alla vigilia della finale, Pabi Gueye è stato premiato come Allenatore dell'Anno della BAL. Nella finale, l'AS Douanes è stato battuto dai campioni egiziani dell'Al-Ahly Cairo, che hanno condotto la gara per la maggior parte del tempo. Nonostante la sconfitta, Boissy e Crawford sono stati inseriti nel quintetto ideale della BAL.
Il 17 settembre 2023, l'AS Douanes ha nuovamente vinto il titolo della Nationale 1 Masculin, diventando la squadra con il maggior numero di titoli nella storia della pallacanestro senegalese con 11 campionati vinti.

## Palmarès

### Titoli Nazionali
Nationale 1 Masculin (record)
- Campioni (11): 1998, 2007, 2008, 2011, 2014, 2016, 2017, 2018, 2019, 2022, 2023

Senegalese Basketball Cup
- Campioni (9): 2000, 2004, 2006, 2011, 2012, 2017, 2019, 2021, 2024

Senegalese Mayor's Cup
- Campioni (13): 1988, 1995, 1996, 1997, 1998, 2006, 2007, 2009, 2011, 2012, 2014, 2017, 2018

Saint Michel Cup
- Campioni (5): 1993, 2005, 2007, 2018, 2023

## Organico
Organico per la stagione 2023-2024.
|    | Naz.                      | Ruolo | Sportivo                 | Anno | Alt. | Peso |  |
| -- | ------------------------- | ----- | ------------------------ | ---- | ---- | ---- |  |
| 00 | Senegal (bandiera)        | PG    | Alkaly Ndour             | 1997 | 193  | 88   |  |
| 2  | Senegal (bandiera)        | G     | Samba Daly Fall          | 1999 | 196  | 90   |  |
| 5  | Senegal (bandiera)        | PG    | Jean Jacques Boissy      | 2000 | 186  | 82   |  |
| 6  | Senegal (bandiera)        | AG    | Ibrahima Thomas          | 1987 | 213  | 102  |  |
| 7  | Nigeria (bandiera)        | C     | Chris Obekpa             | 1993 | 208  | 109  |  |
| 10 | Niger (bandiera)          | G     | Amadou Harouna           | 1992 | 196  | 90   |  |
| 11 | Senegal (bandiera)        | AG    | Bara Diop                | 1992 | 201  | 100  |  |
| 13 | Costa d'Avorio (bandiera) | AG    | Mike Fofana              | 1997 | 206  | 98   |  |
| 14 | Senegal (bandiera)        | AP    | Khadim Mboup             | 2006 | 206  | 95   |  |
| 15 | Nigeria (bandiera)        | C     | Ifeanyichukwu Ochereobia | 1989 | 203  | 115  |  |
| 28 | Senegal (bandiera)        | C     | Adama Diakhite           | 1997 | 206  | 107  |  |
| 34 | Senegal (bandiera)        | C     | Abdou Sy                 | 2003 | 211  | 103  |  |
| 45 | Sudan del Sud (bandiera)  | AP    | Madut Akec               | 1999 | 201  | 92   |  |

### Staff tecnico
| Ruolo           | Nome            |
| --------------- | --------------- |
| Capo Allenatore | Pabi Gueye      |
| Assistente      | Parfait Advijon |
| Assistente      | JP Adams        |

## Giocatori

### Giocatori celebri
- Louis Adams
- Madut Akec
- Hassan Attia
- Jean Jacques Boissy
- Matthew Bryan-Amaning
- Chris Cokley
- Chris Crawford
- Vincent Da Sylva
- Adama Diakhite
- Bamba Diallo
- Bara Diop
- Pape Diop
- Mamadou Faye
- Mike Fofana
- Pabi Guèye
- Abdoulaye Harouna
- Khaman Maluach
- Pape Mbaye
- Alkaly Ndour
- Thierno Niang
- Chris Obekpa
- Mohamed Sadi
- Samba Daly Fall
- Terrell Stoglin
- Ibrahima Thomas

### Premi individuali
MVP Nationale 1 
- Ibrahima Mbengue – 2011
- Birahim Gaye – 2014
- Louis Adams – 2017

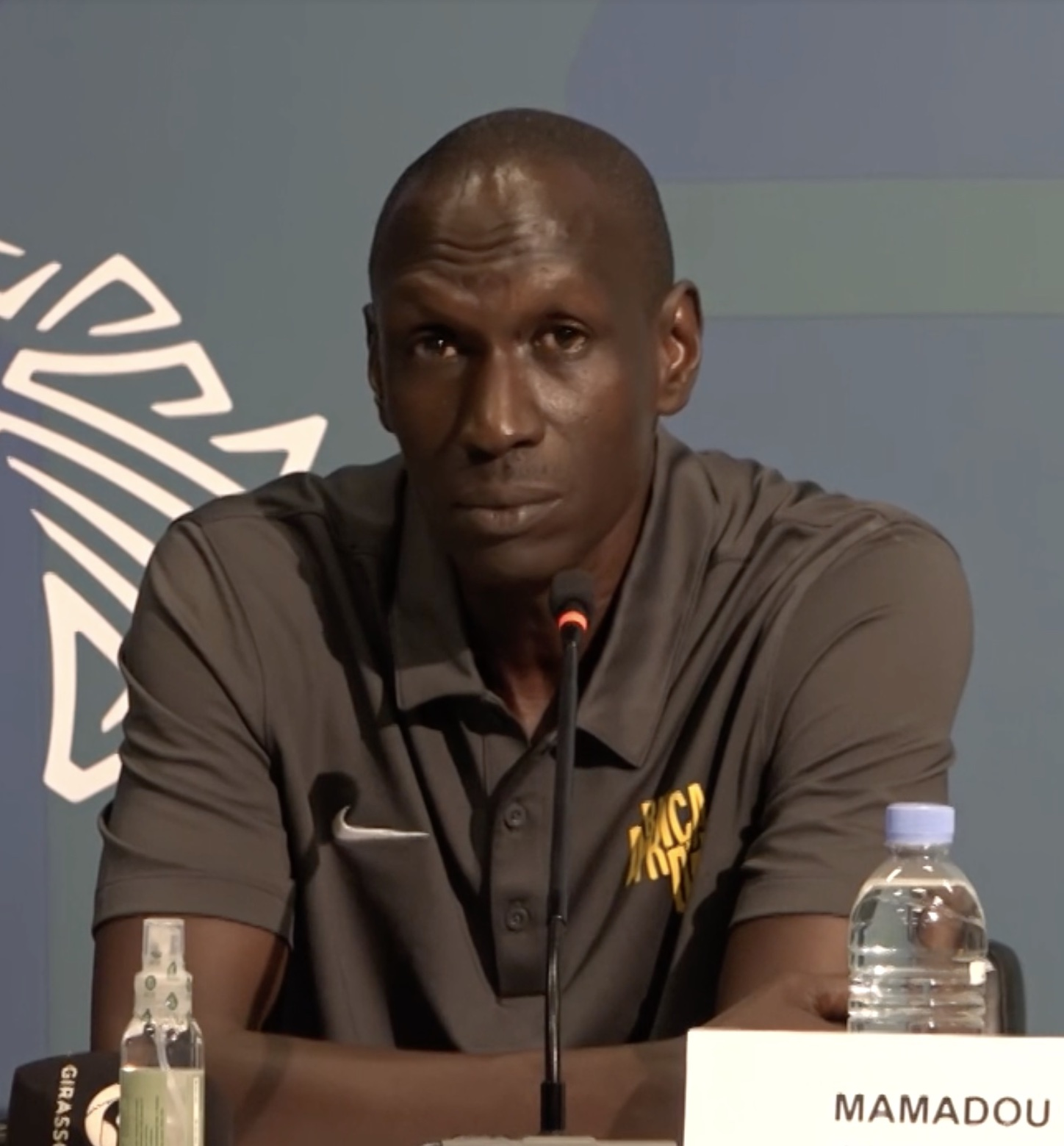
Pabi Gueye, allenatore della squadra dal 2013, e vincitore del BAL Coach of the Year 2023

- Pape Diop (2) – 2018, 2019

Nationale 1 Finals MVP
- Samba Daly Fall (2) – 2022, 2023[14][17]

Nationale 1 Coach of the Year
- Pabi Gueye (5) – 2016, 2017, 2018, 2019, 2022

Senegalese Cup Final MVP
- Pape Diop – 2019
- Bamba Diallo – 2021
- Bara Diop – 2024

Saint Michel Cup Final MVP
- Jean Jacques Boissy – 2023

All-BAL First Team
- Jean Jacques Boissy – 2023
- Chris Crawford – 2023

BAL Coach of the Year
- Pabi Gueye – 2023